# Dmitri Zatonski
Dmitri Viktorovitch Zatonski - en russe : Дмитрий Викторович Затонский et en anglais : Dmitri Zatonsky (né le 30 mars 1971 à Novossibirsk en URSS) est un joueur professionnel russe de hockey sur glace.

## Carrière de joueur
Formé au Sibir Novossibirsk, il commence sa carrière senior en 1986 dans la Vyschaïa Liga. Il débute dans l'élite russe avec le Lada Togliatti et remporte la MHL 1994 lors de son unique saison avec l'équipe. Après un retour dans le club sa ville natale pendant trois saisons, il signe à l'Avangard Omsk en 1997. Il ajoute à son palmarès la Superliga 2004 et la Coupe des champions 2005. Il met un terme à sa carrière en 2006 après quelques matchs avec le Salavat Ioulaïev Oufa.

## Carrière internationale
Il a représenté l'Équipe de Russie.

## Trophées et honneurs personnels
- Superliga
  - 2006 : participe au Match des étoiles avec l'équipe Est.
  - 2005 : nommé dans la meilleure ligne (Maksim Souchinski - Aleksandr Prokopiev - Dmitri Zatonski).
  - 2005 : meilleur buteur.
  - 2004 : nommé dans la meilleure ligne (Maksim Souchinski - Aleksandr Prokopiev - Dmitri Zatonski).
  - 2004 : remporte le Trophée Ironman.
  - 2002 : participe au Match des étoiles avec l'équipe Est.
  - 2002 : nommé dans la meilleure ligne (Maksim Souchinski - Aleksandr Prokopiev - Dmitri Zatonski).
  - 2002 : remporte le Trophée Ironman.
  - 2001 : participe au Match des étoiles avec l'équipe Est.
  - 2000 : nommé dans la meilleure ligne (Maksim Souchinski - Ravil Iakoubov - Dmitri Zatonski).
  - 2000 : meilleur buteur.

## Statistiques

### En club
| Saison    | Équipe                  | Ligue         |    | Saison régulière | Saison régulière | Saison régulière | Saison régulière | Saison régulière |    | Séries éliminatoires | Séries éliminatoires | Séries éliminatoires | Séries éliminatoires | Séries éliminatoires |
| Saison    | Équipe                  | Ligue         | PJ | B                | A                | Pts              | Pun              | PJ               | B  | A                    | Pts                  | Pun                  |                      |                      |
| 1986-87   | Sibir Novossibirsk      | Vyschaïa liga | 2  | 0                | 0                | 0                | 0                |                  |    |                      |                      |                      |                      |                      |
| 1987-88   | Sibir Novossibirsk      | Vyschaïa liga | 7  | 0                | 0                | 0                | 0                |                  |    |                      |                      |                      |                      |                      |
| 1988-89   | Sibir Novossibirsk      | Vyschaïa liga | 24 | 0                | 1                | 1                | 0                |                  |    |                      |                      |                      |                      |                      |
| 1993-1994 | Lada Togliatti          | Superliga     | 4  | 2                | 1                | 3                | 0                |                  |    |                      |                      |                      |                      |                      |
| 1995-96   | Sibir Novossibirsk      | Superliga     | 51 | 11               | 8                | 19               | 22               |                  |    |                      |                      |                      |                      |                      |
| 1996-97   | Sibir Novossibirsk      | Superliga     | 44 | 17               | 16               | 33               | 16               |                  |    |                      |                      |                      |                      |                      |
| 1997-98   | Avangard Omsk           | Superliga     | 41 | 12               | 10               | 22               | 18               |                  |    |                      |                      |                      |                      |                      |
| 1998-1999 | Avangard Omsk           | Superliga     | 41 | 13               | 14               | 27               | 41               | 6                | 1  | 3                    | 4                    | 4                    |                      |                      |
| 1999-2000 | Avangard Omsk           | Superliga     | 37 | 20               | 18               | 38               | 38               |                  |    |                      |                      |                      |                      |                      |
| 2000-2001 | Avangard Omsk           | Superliga     | 43 | 17               | 10               | 27               | 26               |                  |    |                      |                      |                      |                      |                      |
| 2001-2002 | Avangard Omsk           | Superliga     | 49 | 16               | 25               | 41               | 32               |                  |    |                      |                      |                      |                      |                      |
| 2002-2003 | Avangard Omsk           | Superliga     | 47 | 18               | 18               | 36               | 61               | 12               | 3  | 2                    | 5                    | 2                    |                      |                      |
| 2003-2004 | Avangard Omsk           | Superliga     | 59 | 21               | 26               | 47               | 50               | 11               | 0  | 5                    | 5                    | 2                    |                      |                      |
| 2004-2005 | Avangard Omsk           | Superliga     | 59 | 23               | 24               | 47               | 68               | 11               | 3  | 2                    | 5                    | 14                   |                      |                      |
| 2005-2006 | Avangard Omsk           | Superliga     | 45 | 3                | 5                | 8                | 28               | --               | -- | --                   | --                   | --                   |                      |                      |
| 2005-06   | Avangard Omsk 2         | Pervaïa liga  | 3  | 1                | 0                | 1                | 4                |                  |    |                      |                      |                      |                      |                      |
| 2006-2007 | Salavat Ioulaïev Oufa   | Superliga     | 2  | 0                | 0                | 0                | 2                |                  |    |                      |                      |                      |                      |                      |
| 2006-07   | Salavat Ioulaïev Oufa 2 | Pervaïa liga  | 4  | 2                | 5                | 7                | 0                |                  |    |                      |                      |                      |                      |                      |

### En équipe nationale
| Année | Compétition          |   | PJ | B | A | Pts | Pun               |  | Résultats |
| 2002  | Championnat du monde | 9 | 2  | 3 | 5 | 22  | Médaille d'argent |  |           |